# D.A.D. Draws a Circle
D.A.D. Draws a Circle det andet studiealbum fra den danske rockgruppe D-A-D, der udkom 16. juni 1987 på Mega Records. Anmelderne var denne gang noget mere begejstrede end de havde været for debuten Call of the Wild (1986). Stilen på albummet er noget mere hård end deres tidligere udgivelser, men det har stadigvæk cowpunk-stilen.
Frank Marstokk, som var producer på deres to første udgivelser, havde forladt Mega. Derfor fik de Mark Dearnley, der tidligere havde været teknikker på AC/DC's album Highway to Hell (1979), som ny producer.
Albummet indeholder det eneste covernummer D-A-D har lavet: "A Horse with No Name" oprindeligt fremført af det engelske rockband America. Det var produceren Mark Dearnley, der foreslog, at de lavede den. Desuden indeholder det også rockabilly/gospelsangen "There Is a Ship". Den findes også på opsamlingsalbummet The Early Years i en udgave (med undertitlen "1987 The Megamix"), hvor hele Mega Records' personale synger med.
Albummet indeholder også julesangen "Sad Sad X-mas", der havde været en B-side til "It's after Dark" (1986) fra Call of the Wild.

## Spor
Alle spor er skrevet af D-A-D, undtagen "A Horse with No Name" der er skrevet af Dewey Bunnell.
| Nr.           | Titel                                      | Længde |
| ------------- | ------------------------------------------ | ------ |
| 1.            | "Isn't That Wild"                          | 2:54   |
| 2.            | "A Horse with No Name"                     | 3:36   |
| 3.            | "Mighty Mighty High"                       | 3:23   |
| 4.            | "I Won't Cut My Hair"                      | 5:55   |
| 5.            | "Black Crickets"                           | 4:15   |
| 6.            | "There's A Ship"                           | 3:16   |
| 7.            | "God's Favorite"                           | 3:57   |
| 8.            | "10 Knots"                                 | 4:19   |
| 9.            | "Ride My Train"                            | 2:09   |
| 10.           | "I'd Rather Live Than Die"                 | 4:12   |
| 11.           | "Up Up Over The Mountain Top (Bonus spor)" | 2:22   |
| 12.           | "Sad Sad X-mas (Bonus spor)"               | 3:28   |
| Total længde: | Total længde:                              | 43:50  |